# Luis Gómez-Escolar
Luis Gómez-Escolar Roldán (León, 1949) es un músico, letrista y compositor español. Ha compuesto canciones de éxito para artistas como Ricky Martin, Camilo Sesto, Miguel Bosé, Mocedades, Dyango, José José, Paloma San Basilio, Sergio Dalma y Luis Miguel y adaptado al español otras para Raffaella Carrà, Eros Ramazzotti, Claudio Baglioni, Roberto Carlos o Roxette, entre otros.

## Inicios musicales
Formó parte del grupo de folk Aguaviva mientras estudiaba la carrera de Psicología en la universidad. Tras la disolución del grupo, continuó colaborando con otros dos de sus miembros, Honorio Herrero y Julio Seijas. Primero editó un disco en solitario bajo el nombre artístico de Simone, con producción de Herrero y Seijas,
Más tarde los tres formaron el grupo satírico La Charanga del Tío Honorio, obteniendo un gran éxito comercial con la canción «Hay que lavalo». Además, empezaron a componer canciones para otros artistas con un estilo similar, como Desmadre 75 («Saca el güisqui, Cheli»), Los Golfos («Qué pasa contigo, tío») o Los Mozos del Gay Pobre («Gasho, t'has pasao»). En esa época su pareja sentimental fue la cantante Cecilia.

## Durante la Movida
Después de estos inicios, y tras la prematura muerte de Cecilia en 1976, Gómez-Escolar decidió concentrar su carrera en la escritura de canciones, principalmente letras. Estuvo relacionado con algunos grupos y artistas de la movida madrileña, como Radio Futura (cuyo primer disco produjo Honorio Herrero) o Las Chinas, con cuya teclista, Miluca Sanz, está casado desde entonces. En esa época fundó con Sanz el sello discográfico Rara Avis, donde produjo los primeros sencillos del grupo Objetivo Birmania, entre otros.

## Carrera como letrista
Desde los años 1980 Gómez-Escolar se ha retirado de la vida pública y concentrado en su actividad como autor de canciones, principalmente letras. Algunas de las canciones que ha compuesto o adaptado al español son:
| Artista                        | Canción                               |
| ------------------------------ | ------------------------------------- |
| Miguel Bosé                    | «Amiga»                               |
| Miguel Bosé                    | «Linda»                               |
| Ana Belén                      | «Agapimú»                             |
| Raffaella Carrá                | «Fiesta»                              |
| Joe Dassin                     | «A ti»                                |
| Francis Cabrel                 | «La quiero a morir»                   |
| Yuri                           | «Maldita primavera»                   |
| Ricky Martin                   | «La bomba»                            |
| Ricky Martin                   | «La copa de la vida»                  |
| Ricky Martin                   | «Fuego de noche, nieve de día»        |
| Ricky Martin                   | «María»                               |
| Ricky Martin                   | «Volverás»                            |
| Ricky Martin                   | «Livin' la vida loca»                 |
| Ricchi e Poveri                | «Será porque te amo»                  |
| Paloma San Basilio             | «Juntos»                              |
| Mocedades                      | «Amor de hombre»                      |
| Sergio Dalma                   | «Bailar pegados»                      |
| Iván                           | «Fotonovela»                          |
| Bibi Andersen                  | «Sálvame»                             |
| Roxette                        | «Baladas en español» (álbum completo) |
| Luis Miguel                    | «No me puedes dejar así»              |
| Luis Miguel                    | «Ahora te puedes marchar»             |
| Camargo & Luciano              | «Quién soy yo sin ella»               |
| Camargo & Luciano              | «Cambia de vida»                      |
| Camargo & Luciano              | «Entre él y yo»                       |
| Camargo & Luciano              | «Pensando solo en ti»                 |
| Jeanette                       | «Daría cualquier cosa»                |
| Desmadre 75                    | «Saca el güisqui, Cheli»              |
| Enrique y Ana                  | «Amigo Félix»                         |
| Andrea Bocelli                 | «Por ti volaré»                       |
| Andrea Bocelli y Marta Sánchez | «Vivo por ella»                       |
| Camilo Sesto                   | «Miénteme»                            |